# Юманіте
«Юманіте» (фр. L'Humanité — людство) — щоденна комуністична газета у Франції, заснована в 1904 р. Жаном Жоресом. Центральний орган Французької комуністичної партії (ФКП) з 1920 по 1994 рр. Видається в Парижі. Газета, як і раніше дуже близька до ФКП, попри те, що доступ на її сторінки відкрито для інших напрямків лівих сил.

## Історія газети

### Поява щоденної соціалістичної газети «Юманіте» (1904р.)
Перший номер «Юманіте» вийшов у світ у понеділок 18 квітня 1904. Для її засновника Жана Жореса це нове соціалістичне видання (підзаголовок газети свідчив «щоденна соціалістична газета») повинна спочатку стати засобом об'єднання французького соціалістичного руху, а потім одним із знарядь революційної боротьби проти капіталізму. У своїй першій редакційній статті Жорес прагне затвердити два правила роботи своєї нової газети: пошук великої і точної інформації для того, щоб дати «всім вільно мислячим спосіб зрозуміти світові події та винести про них своє враження», і фінансова незалежність.

### «Юманіте» Жана Жореса (1904—1914рр.).
При свою появу на світ у 1904, «Юманіте» виступає представником лише частини французького соціалістичного руху. До складу редакції входять Рене Вівіані, Арістід Бріан, Леон Блюм, Жан Лонге, Люсьєн Ерр, Жан Альман, Октав Мірбо, Анрі де Жувенель, Абель Ерман і Альбер Тома. З об'єднанням французьких соціалістів у складі Французької секції Робочого Інтернаціоналу (ФСРІ/SFIO) у 1905 газета відкрила свої сторінки для всього французького соціалістичного руху (зокрема, прихильникам Геда). На з'їзді партії в Сен-Кентене в 1911 ФСРІ оголошує «Юманіте» своїм офіційним органом.
В обстановці постійно зростаючої міжнародної напруженості початку XX століття газета Жореса рішуче відстоює пацифістські позиції відповідно до принципів інтернаціоналізму, яких дотримується соціалістичний рух. Газета бере також помітну участь у боротьбі за світський характер суспільства і ставить своїм завданням захист робочого класу.
Це перше десятиліття було часом, економічно важким для газети. Після успішного виходу нового видання тиражем 140 000 примірників, газета опускається до рівня 15 000 у 1905, після чого тираж повільно зростає до 80 000 у 1912.
Влітку 1914 року в житті газети відбуваються дві тісно пов'язаних події, що повністю змінили її:
- Її керівник Жан Жорес убитий націоналістом Раулем Віленом в «Кафе дю круасан» 31 липня 1914;
- Вибухнула Перша світова війна.

### «Юманіте» і перша світова війна (1914—1920рр.).
Початок світової війни, загибель Жана Жореса та перехід більшості керівників французьких соціалістів на бік «священного союзу» призводять до різких змін у газеті влітку 1914 Жореса змінює П'єр Ренодель, який вибирає редакційну політику на користь війни в ім'я захисту республіки. Як стверджує історик Олександр Курбан, газета виявилася задавлена потрійним гнітом:
- Державних цензурних обмежень;
- Партійного тиску (соціалістична більшість, налаштована на війну, нав'язує свою лінію);
- Важкого економічного стану через введених норм споживання.

Нарешті, в жовтні 1918 П'єр Ренодель замінений на чолі «Юманіте» Марселем Кашеном. Ці зміни відображають поступовий відхід соціалістів від «священного союзу».

### «Юманіте»: орган Французької компартії між двома світовими війнами (1920—1939рр.).
Новий поворот для «Юманіте» настає в 1920 році. Дійсно, на з'їзді ФСРІ в Турі дві третини делегатів голосують за приєднання до Комуністичного Інтернаціоналу і перетворення ФСРІ в ФСКІ (надалі, Французька комуністична партія, ФКП). Газета йде за більшістю і 8 лютого 1923 стає офіційним органом молодої компартії.
У цей період редакційна політика газети слідує за політичною лінією ФКП. Сталінізація партії призводить до відтоку з «Юманіте» кількох авторів, таких як Альфред Росмер, Борис Суварін, П'єр Монатт, Амеді дюну, П'єр Каан та інші.
У двадцяті роки газета веде активну кампанію проти іспано-франко-марокканської війни. У 1926 головним редактором стає Поль Вайян-Кутюр'є. Під його керівництвом у тридцяті роки і, зокрема, на початку діяльності Народного фронту, тираж газети перевищує 300 000. «Юманіте» тоді відстоює антифашистські позиції, стає на захист республіканської Іспанії і пропагує сталінську модель СРСР.
Як центральний орган ФКП «Юманіте» служить одночасно засобом мобілізації активістів та інформаційним виданням. Ще одна особливість газети полягає в тій ролі, яку в її житті відіграють читачі. Вони часто виступають як постачальники матеріалів (робкори, тобто робочі кореспонденти) або розповсюджувачі (у складі Комітету захисту «Юманіте»). Щоб забезпечити свої фінансові потреби, газета в 1930 засновує свято «Юманіте».
27 серпня 1939 уряд Даладьє забороняє вихід «Юманіте» після «схвалення нею» радянсько-німецького договору.

### «Юманіте» у русі Опору під час Другої світової війни
Влада уряду Віші підтверджують заборону на вихід газети, а німецька окупація змушує газету піти в підпілля до звільнення Франції в 1944 (незважаючи на відхилене клопотання про відновлення видання, подане німецьким окупаційним властям у червні 1940 року — від цієї ініціативи відмежувалися багато активістів, а потім і Комуністичний інтернаціонал, який спочатку її допустив).
«Юманіте» виходить у підпіллі протягом п'яти років (З 26 жовтня 1939 по 16 серпня 1944 розійшлося 383 номери в кількості 200 000 примірників), граючи важливу роль у русі Опору. Багато журналістів з її редакції загинули в боротьбі проти нацистських окупантів, серед них Габріель Пері, відповідальний редактор міжнародного розділу, розстріляний 15 грудня 1941 в Мон-Валер'єн, Люсьєн Сампе та інші. Газета знову виходить вільно 21 серпня 1944 під час паризького повстання.

### «Юманіте» з 1945 по 1994рр.
Після 1945 «Юманіте» знову опиняється в тому ж положенні, що і в міжвоєнний період. Редакційна політика центрального органу ФКП слід партійної лінії і поєднує інформацію з агітаційною кампанією.
У контексті холодної війни газета посідає прорадянську позицію. Коли радянські війська входять до Угорщини 4 листопада 1956, газета виходить із заголовком: «Будапешт знову з посмішкою». А 7 листопада 1956, в надзвичайно напруженій міжнародній обстановці (викриття сталінізму на XX з'їзді Комуністичної партії Радянського Союзу, радянське вторгнення в Угорщину, суецька криза і війна в Алжирі) штаб-квартира «Юманіте» (і центрального комітету ФКП) піддається нападу учасників антикомуністичної демонстрації, що намагаються її підпалити  . Перед лицем бездіяльності численних сил поліції, що сприяла нападу, будівлю захищають співробітники газети та активісти ФКП. У цьому зіткненні вбиті троє. У своєму звіті про події «Юманіте» проводить паралель між нападом на її приміщення і тим, що вона називає злочинами «контрреволюціонерів» в ході угорського повстання. Зі свого боку профспілка літераторів починає страйк: 8 листопада не виходить жодна газета.
Тоді ж газета стає єдиним французьким щоденним виданням, яке підтримало національно-визвольну боротьбу (деколонізацію) по всьому світу, за що їй доводиться розплачуватися численними заборонами на вихід у світ, зокрема під час воєн в Індокитаї і Алжирі. Статті Мадлен Ріффе про війну в Алжирі, що коштували їй спроби замаху з боку ОАС, а пізніше, про в'єтнамську війну, написані з позицій партизанів В'єтконгу, служать хорошим прикладом такої політики газети.
У 1945 газета виходить у кількості 400 000 примірників і є флагманом комуністичної преси. Згодом тиражі знижуються (150 000 в 1972, 107 000 в 1986) одночасно з ослабленням впливу ФКП і кризою щоденної преси.

### «Юманіте» з 1994р. по теперішній час
Після XXVIII з'їзду Французької комуністичної партії (1994), посилання на «центральний орган ФКП» замінена на «газета ФКП». У зв'язку з новим формулюванням в 1999 вказівку на зв'язок з партією видалено. Згідно зі статутом, ФКП залишається «видавцем» газети, але її керівництво вже не очолює офіційно розробку редакційної політики. Тим не менш, активісти ФКП як і раніше в значній мірі залучаються до поширення газети (в основному через продажу «Юманіте-діманш» силами активу).
Після того, як в 2002 тираж знизився до 46 000 примірників, «Юманіте» вдалося стабілізувати обсяг продажів на рівні приблизно 50 000. Її існування на межі виживання забезпечується виручкою з продажу та регулярними підписними кампаніями. Газеті навіть довелося в 2000 відкрити доступ до свого капіталу приватним інвесторам, не надаючи їм права прийняття рішень щодо газети.
Щоб погасити борги (оцінюються в сумі 8 мільйонів євро), щоденник намагається продати свою штаб-квартиру в Сен-Дені, побудовану за проектом архітектора Оскара Німейера, в якій видання розміщується з 1989, за 15 мільйонів євро. У травні 2008 редакція переїжджає в будівлю, розташовану в тому ж місті біля стадіону «Stade de France». Продаж штаб-квартири, намічений на 16 липня 2008, не зміг відбутися, що відразу поставило газету в загрозливе фінансове становище. Тоді «Юманіте» і національне керівництво ФКП починають кампанію з проведення разової надзвичайної передплати з метою зібрати понад 2 мільйони євро менш ніж за три місяці. Більше ніж половина цієї суми надходить до газети за один неповний місяць у розпал літа, що служить свідченням тісних зв'язків, які газета підтримує зі своїми читачами.

## Пес Піф
Саме зі сторінок «Юманіте» зійшов один з найпопулярніших дитячих французьких персонажів — пес Піф, герой кумедних милих коміксів. Придумав його художник Жозе Кабрера Арналь. Вперше він з'явився в газеті в 1945 лише для оформлення статей, але через три роки став самостійним персонажем, знайшовши власні звички та характер. Показавшись у коміксі 28 березня 1948, він відразу полюбився маленьким французам і ще довгий час з'являвся раз на місяць у недільних випусках газети. Зазвичай чергова кумедна історія про пригоди Піфа складалася з 4-5 малюнків, об'єднаних в один невибагливий сюжет, іноді з нотками соціальної сатири.

## Дещо з першої смуги

### Відношення до фашизму
10 листопада 1926: Вайян-Кутюр'є і «Юманіте» піддаються переслідуванню за образу Муссоліні!
31 січня 1933: Результати політики «меншого зла» — Гітлер став канцлером! — За підтримки фон Папена і Гугенбергом начальник фашистських вбивць стає главою уряду антиробітничих терору, злиднів і війни
13 лютого 1934: Єдністю дій зупинити фашизм
8 березня 1934: Світ в небезпеці! … Гітлер денонсує Локарнской договір
26 серпня 1936: За свободу Іспанії, за безпеку Франції … Наш заклик: «Літаки для Іспанії!»
5 жовтня 1938: Від імені групи комуністів Габріель Пері відкинув … ганебний мюнхенський диктат
25 серпня 1939: Заходи, прийняті Радянським Союзом шляхом укладення договору про ненапад з Німеччиною, сприяють зміцненню загального миру
26 серпня 1940 (підпільне видання): Капіталізм доводить людство до варварства … Об'єднаймося, щоб звільнити в'язниці і концтабори!

### Підтримка національно-визвольних рухів
9 березня 1949: Брудна в'єтнамська війна триває — такий самий явний результат угоди Оріолі з Бао Даємо
22 жовтня 1950: Мир у В'єтнамі можливий, і негайно
24 серпня 1955 (спецвипуск): СЬОГОДНІ ВРАНЦІ «Юманіте» заарештували за те, що говорить правду про події в Північній Африці
19 червня 1976: Південно-африканські расисти розперезалися
6 травня 1988: Колоніальний порядок запанував в Нумеа

### Підтримка боротьби трудящих
25 лютого 1931: Вимагайте роботи або хліба! Сьогодні, 25 лютого, всі на демонстрацію!
13 травня 1968: Солідарність робітників і студентів проти гноблення, на захист свобод — Загальний страйк.

### Як змінювалися відносини з СРСР
9 листопада 1917: Переворот у Росії — Більшовики при владі в Петрограді — Керенський позбавлений влади
14 серпня 1920: За російську революцію — Заклик до пролетаріату
2 листопада 1922: Хай живе революція в Росії! (Наступ більшовизму, редакційна стаття Лева Троцького)
16 листопада 1927: Революційна дисципліна — Виключення Троцького і Зінов'єва
10 березня 1931: Московський процес — Верховний суд виніс вирок
25 серпня 1939: Заходи, прийняті Радянським Союзом шляхом укладення договору про ненапад з Німеччиною, сприяють зміцненню загального миру
26 серпня 1939 (з цього випуску газета заборонена): Єдність французького народу проти гітлерівської агресії … Радянсько-німецький договір викликає розкол в блоці фашистських паліїв війни
19 березня 1949: Опубліковано агресивний антирадянський атлантичний договір
6 березня 1953: Всі народи у жалобі, помер великий Сталін
10 березня 1953: Грандіозні похорон вождя, друга і брата всіх трудящих — Продовжимо справу Сталіна — будівництво комунізму і захист миру
16 вересня 1959: Хрущов «розморожує» Вашингтон
22 серпня 1968: П'ять соціалістичних країн вводять війська в Чехословаччину — Французька комуністична партія висловлює подив і осуд
20 серпня 1991: Михайло Горбачов грубо усунений від влади — СРСР: ТУРБОТА

## «Юманіте» сьогодні

### Газета-агітатор
У «Юманіте» знову затребувані цінності її засновника Жана Жореса, центральними пріоритетами для якого були боротьба за мир, «причетність робітничого руху» і незалежність від «груп інтересів». Але. з іншого боку. вона зараз відійшла від його позиції щодо єдності соціалістичного руху: в 1904 році Жорес прагнув забезпечити єдність соціалістів у рамках газети. Аж до 1990-х років «Юманіте» підтримувала всі кампанії, що проводилися комуністичною партією. Сьогодні її місце серед тих, хто виступає від імені рухів, об'єднань і партій, які вважають себе «лівими антиліберальним». Вона брала активну участь у кампанії «лівого НІ» в 2005 році під час референдуму за проектом європейського конституційного договору.

### Життя щоденного дискусійного видання
Зараз, коли продаж газети знижується (в 2002 році продавалося 46 000 примірників на день), як і у всіх дискусійних газет, яким у Франції дістається лише дуже мала частка рекламних бюджетів, дотації держави зменшуються, а поштові витрати особливо сильно зросли в 1990-ті роки, економічне становище дуже несприятливий, і доводиться регулярно звертатися за підтримкою до активістів, щоб не дати газеті зникнути зовсім.
Таким чином, в умовах величезних фінансових труднощів, газета в 2001 році відкрила доступ у свій капітал об'єднанню її читачів — "Спілці читачів «Юманіте» і асоціації підтримки газети — "Спілці друзів «Юманіте», в яке з різних мотивів увійшли багато відомих осіб і яке очолила Едмонда Шарль-Ру, а також телеканал TF1 і група Лагардер. Редакція заявляє, тим не менш, що вона зберегла свою незалежність редакційну політику. З першої смуги зникли символи серпа і молота і «Юма» вже не є офіційним органом Французької комуністичної партії. Крім цього, вона звертається до щедрих спонсорів за допомогу в подоланні фінансових труднощів.
З ініціативи співака Калі в травні 2009 року дванадцять виконавців дарують «Юманіте» кожен по пісні, які зібрані на одному компакт-диску, що надійшов у продаж як спеціальний випуск газети, щоб надати їй фінансову підтримку. У створенні цього диска взяли участь Рено, Noir Désir, Бернард Lavilliers, Les Têtes Raides, Бальбіну Медельїн, Жорж, Miossec, Жак Higelin, Паскаль Bizern, Жорж Moustaki і Дагер.
Щорічно газета організовує Свято «Юманіте» в місті Ла-Курнев, на який збирається близько 500 000 чоловік.

### Спеціальні випуски та програми
«Юманіте-діманш»: тижневик, який продається через активістів на ринках і в громадських місцях. Зараз з'являється в кіосках з четверга.
«Леттр франсез»: виходив довгий час під керівництвом Луї Арагона, цей літературний журнал високого класу зараз видається під керівництвом Жана Ріста, його друга і теж поета. Випускається у вигляді вкладки в першу суботу місяця.
«Комюніст»: служить для зв'язку, обміну інформацією та спілкування, призначений для активістів. Ця восьми сторінках вкладка в щоденник друкується по середах.
«Лібрз ешанж»: сторінка, виділена для молодих авторів, які бажають опубліковано та надсилають в газету свої статті. Виходить по четвергах.
«Юманіте де Деба»: під керівництвом головного редактора, автора редакційних статей та репортажів Жана-Еманюеля Дкюуена по суботах публікуються матеріали дискусій, форумів і вільного вираження поглядів з політичної та суспільної тематики.
Разові випуски: газета регулярно видає разові матеріали на актуальні теми, наприклад, з поясненням економічної кризи 2008 року або на підтримку кампанії Лівого фронту в ході європейських виборів 2009 року. Інші разові випуски, часто з додатком DVD, стосуються пам'яті про історичні події, таких як громадянська війна в Іспанії, перша світова війна або події травня 1968 року.

### Сайт в Інтернеті
На сайті «Юманіте» в Інтернеті пропонуються всі випуски газети, безкоштовно з відставанням на один день від друкованого видання. На ньому також зберігаються в оцифрованому вигляді всі архіви з часу створення сайту (у лютому 2006 року було 347 000 статей з 2 лютого 1990 року). Безкоштовне надання доступу до архівів обумовлено політичним рішенням керівництва газети, яка прагне до інформаційної відкритості. З тієї ж причини для цього сайту обрані програмні засоби, що знаходяться у вільному обігу (SPIP, FreeBSD і т. Д.).

## Довідкові відомості та посилання

### Керівники «Юманіте»
- 1904—1914: Жан Жорес
- 1914—1918: П'єр Ренодель
- 1918—1958: Марсель Кашен
- 1958—1974: Етьєнн Фажон (заступник з 1948 по 1958 рр..)
- 1974—1994: Ролан Леруа
- 1994—2000: П'єр Зарка (заступник з 1992 по 1994 рр..)
- 2000: Патрік Ле-Йарік

### Головні редактори «Юманіте»
- 1926—1932: Поль Вайян-Кутюр'є
- 1932—1934: Андре Ферра
- 1934—1937: Поль Вайян-Кутюр'є
- 1937—1950: Жорж Коньо
- 1950—1958: Андре Стиль
- 1958—1984: Рене Андрие
- 1984—2001: Клод Кабан (керівник редакції)
- 2001—2008: П'єр Лоран (керівник редакцій «Юманіте» і «Юманіте-діманш»)
- 2008: Патрік Апель-Мюллер (керівник редакції)